# 澄清湖棒球場
高雄市立澄清湖棒球場是位於台灣高雄市鳥松區的一座棒球場，於1999年啟用，曾經為台灣容量最大的棒球場（現為台北大巨蛋）。2024年起作為中華職棒第六隊台鋼雄鷹的主場。

## 簡介

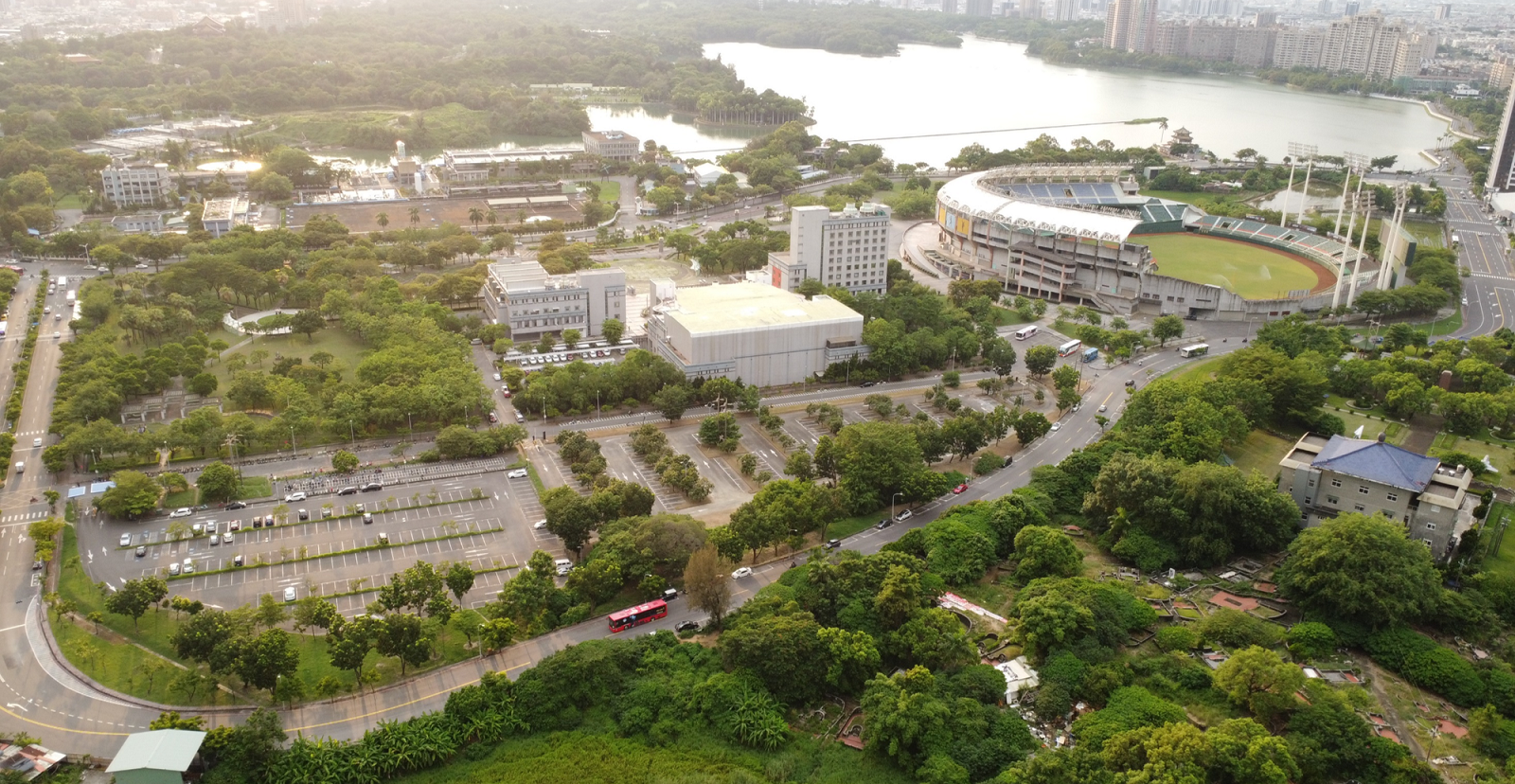
澄清湖風景區與棒球場

澄清湖棒球場毗鄰澄清湖東南側岸邊，緊臨長庚醫院及高雄市勞工育樂中心，總面績為10,848坪，可容納約兩萬名觀眾，內野看台為14790席，外野看台5210席，球場為天然草地，全壘打距離左右各為328英尺（100.0），中外野則為400英尺（121.9） 。更是台灣第一個擁有大型全彩螢幕的棒球場，比賽時可提供更詳細的資訊，且經常拿來娛樂球迷也可以播放廣告。另外夜間照明採1000w燈具，全場共有一千盞，由電腦系統控制，符合國際標準。球場亦備有178個記者席，供國內外媒體使用。內野觀眾席入口二樓處有棒球博物館，而行動不便的球迷亦可搭電梯直達專區看球。
由於球場已使用多年，多項設施已陳舊，自2015年起展開整修，2016年3月開始啟用全彩LED計分板，並將原本的大螢幕修復與更新。2023年4月，因場地使用頻繁導致草皮狀況不佳，被台北市職業棒球員工會認定為對球員有安全疑慮不適合進行比賽，高雄市政府宣佈暫停使用並重整場地，經重整後於同年5月30日恢復使用。
隨著台鋼雄鷹將於2024年投入中華職棒一軍比賽，2023年7月起封館進行大幅整修，將增設內野環型LED、Track Man系統、隱形護網及其他更新改建。

## 沿革
該球場從1994年起即著手規劃，為此奔走最力的高雄縣縣長余政憲，宣稱將蓋一座「有人性的棒球場」。然而高達新台幣十五、六億的興建經費卻是不小的負擔，期間余縣長親至省府與中央爭取補助，終於在1996年7月動土興建，歷經三年竣工，在1999年世界青棒錦標賽啟用。
完工時原名「高雄縣立棒球場」，而後交由民間進行球場命名，最後以澄清湖做為球場名稱，並授權給當時經營台灣職棒大聯盟的那魯灣公司進行認養。
那魯灣公司解散後，接手第一金剛的La New熊也曾認養多年，後來主場移至桃園後，球場經營權回到高雄市政府手中。
2014年高雄市政府就有打算要把義大犀牛的主場所有賽事都於澄清湖棒球場進行，但後來因協商失敗而沒有進行。2015年義大犀牛參考了Lamigo桃猿的全猿主場，將該隊的60場主場賽事都移到澄清湖棒球場進行；2016年取消全犀主場。但2017年義大犀牛球隊轉賣至富邦集團後，認養主場改到新莊棒球場。
味全龍於2021年球季起重返中華職棒一軍，其認養主場為天母棒球場，但天母棒球場受限噪音管制，週一至週四無法安排職棒例行賽，該隊在新竹市立中正棒球場2022年中改建完工前，暫時將澄清湖棒球場做為巡迴主場，安排週二至週四的例行賽。
台鋼雄鷹於2022年宣布加盟中華職棒，並計畫認養主場為澄清湖棒球場，該隊加盟申請於同年4月27日獲得聯盟理事會審查通過，並於同年6月8日正式加盟中華職棒大聯盟，成為聯盟第六隊，2023年球季起加入二軍、2024年球季加入一軍行列。

## 重要日期
- 中華職棒首戰：1999年8月17日，（統一獅2：4和信鯨）
- 第三十四屆世界盃棒球錦標賽 (2001年)
- 季後賽：2008年
- 明星賽：2005年、2011年
- 總冠軍賽：2003年、2004年、2006年、2007年、2008年、2009年、2012年、2013年 、2021年
- 2010 MLB臺灣賽 (2010年)
- 2011 MLB全明星臺灣大賽 (2011年)

## 歷史進駐球隊
- 高屏雷公（以那魯灣公司名義認養）
- La New熊
- 義大犀牛
- 台鋼雄鷹

## 免費接駁車
| 路線       | 經營業者 | 區間                                                     | 乘車處                                                                           | 備註                                                      |
| ---------- | -------- | -------------------------------------------------------- | -------------------------------------------------------------------------------- | --------------------------------------------------------- |
| 衛武營線   | 高雄客運 | 捷運衛武營站（建軍站公車站）－澄清路公車站－澄清湖棒球場 | 去程乘車處：捷運衛武營站5號出口前公車站 返程乘車處：澄清湖棒球場公車站（公園路） | 賽後10分鐘發第一班車，第二班次賽後20分鐘或坐滿發車。      |
| 高鐵左營線 | 高雄客運 | 高鐵左營站（彩虹市集）－澄清湖棒球場                     | 去程乘車處：彩虹市集前（8號公車月台） 返程乘車處：澄清湖棒球場公車站（公園路）   | 賽後10分鐘發車 週六、週日：第二班次賽後20分鐘或坐滿發車。 |

## 高雄市公車
| 編號            | 經營業者   | 區間                                   | 備註                          |
| --------------- | ---------- | -------------------------------------- | ----------------------------- |
| 30              | 港都客運   | 小港站－長庚醫院                       | 二段收費。 例假日停駛。       |
| 覺民幹線（60）  | 高雄客運   | 駁二藝術特區－夢裡活動中心             | 二段收費。                    |
| 三多幹線（70）  | 港都客運   | 前鎮站－長庚醫院                       |                               |
| 新昌幹線（217） | 港都客運   | 加昌站－鳥松區公所                     | 二段收費。                    |
| 紅30            | 漢程客運   | 澄清湖棒球場－高雄車站（建國路）       | 例假日停駛。                  |
| 紅61            | 南台灣客運 | 高鐵左營站－長庚醫院                   | 例假日停駛。                  |
| 橘7A            | 東南客運   | 建軍站（捷運衛武營站）－大樹舊鐵橋濕地 | 二段收費。                    |
| 橘7B            | 東南客運   | 建軍站（捷運衛武營站）－佛陀紀念館     | 二段收費。 例假日停駛。       |
| 橘12            | 高雄客運   | 中崙國中－長庚醫院                     |                               |
| 橘16A           | 港都客運   | 鳳山轉運站（捷運大東站）－仁武高中     |                               |
| 橘16B           | 港都客運   | 鳳山轉運站（捷運大東站）－大社區公所   | 例假日停駛。                  |
| 橘17            | 東南客運   | 鳳山轉運站（捷運大東站）－長庚醫院     |                               |
| 黃1             | 漢程客運   | 澄清湖棒球場－捷運三多商圈             |                               |
| 黃2A            | 港都客運   | 前鎮高中－忠誠路口                     | 部分班次繞駛圓山飯店          |
| 黃2B            | 港都客運   | 小港站－忠誠路口                       | 返程僅行駛至前鎮高中          |
| 黃2C            | 港都客運   | 前鎮高中－忠誠路口                     | 返程延駛至小港站              |
| H11             | 高雄客運   | 桃源區公所－高雄長庚紀念醫院           | 週一、三、五行駛。 里程收費。 |
| H11A            | 高雄客運   | 寶來－高雄長庚紀念醫院                 | 週一、三、五行駛。 里程收費。 |
| H22             | 高雄客運   | 那瑪夏區公所－高雄長庚紀念醫院         | 週二、四行駛。 里程收費。     |
| 8006            | 高雄客運   | 高雄客運鳳山站－大樹                   | 里程收費。                    |
| 8008            | 高雄客運   | 捷運岡山車站－建國站                   | 里程收費。                    |
| 8009            | 高雄客運   | 旗山北站－建國站                       | 里程收費。                    |
| 8021            | 高雄客運   | 高雄客運鳳山站－彌陀國小               | 例假日停駛，里程收費。        |
| 8041A           | 高雄客運   | 高雄客運林園站－自立十全路口           | 里程收費。                    |
| 8041C           | 高雄客運   | 高雄客運鳳山站－高雄客運茄萣站         | 里程收費。                    |
| 8048            | 高雄客運   | 捷運都會公園站－屏東轉運站             | 里程收費。                    |
| 8049            | 高雄客運   | 崗安路－高雄客運鳳山站                 | 里程收費。                    |

## 公共自行車
- 高雄市公共自行車租賃系統：
  - 高雄市立澄清湖棒球場：大埤路32號
  - 高雄市立澄清湖棒球場（公園路側）：公園路/山明街（西南側）

## 備註
1. ↑  2015年5月，時任義大犀牛總教練大威以皮尺測量中外野全壘打牆距離為407英尺（124.1）[7]，但高雄市政府運動發展局於2022年4月表示，該局使用雷射測距儀重新測量，距離為400英尺（121.9）[1]。